# Сульфид осмия(VIII)
Сульфид осмия(VIII) — неорганическое соединение, соль металла осмия и сероводородной кислоты с формулой OsS4,
тёмно-коричневые кристаллы,
не растворяется в воде.

## Получение
- Пропускание сероводорода через подкисленные растворы оксида осмия(VIII):

{\displaystyle {\mathsf {OsO_{4}+4H_{2}S\ {\xrightarrow {}}\ OsS_{4}\downarrow +4H_{2}O}}}

## Физические свойства
Сульфид осмия(VIII) образует тёмно-коричневые кристаллы,
не растворяется в воде.